# Anoplodactylus petiolatus
Anoplodactylus petiolatus is een zeespin uit de familie Phoxichilidiidae. De soort behoort tot het geslacht Anoplodactylus. Anoplodactylus petiolatus werd in 1844 voor het eerst wetenschappelijk beschreven door Kroyer.